# Stein (Gemeinde Gampern)
Stein ist eine Ortschaft in der oberösterreichischen Gemeinde Gampern im Bezirk Vöcklabruck.

## Geographie
Der Weiler liegt rund anderthalb bis zwei Kilometer südöstlich des Gemeinde-Hauptortes Gampern, rund drei Kilometer nördlich des Attersees und rund 3,5 Kilometer südöstlich von Timelkam. Stein gehört zu den am südlichsten gelegenen Ortschaften in der Gemeinde Gampern und liegt nur rund 300 Meter entfernt der Grenze zur Gemeinde Seewalchen am Attersee. In Richtung Westen liegt in rund 250 Metern Entfernung die Nachbarortschaft Genstetten. Die Ortschaft liegt in einer eher flachen und offenen, landwirtschaftlich geprägten Landschaft auf 519 m ü. A.. Im Süden grenzt mit dem nach der Nachbarortschaft Reichersberg benannten Reichersberger Holz ein kleiner Forst an. Im weiteren geographischen Kontext gehört Stein zum Vöckla-Ager-Hügelland zwischen den Mondseer Flyschbergen und dem Hausruckwald im Alpenvorland.

### Nachbarortschaften
| Siedling                              |         | Weiterschwang                            |
| Genstetten                            | Kompass | Reichersberg (Gemeinde Seewalchen a. A.) |
| Steindorf (Gemeinde Seewalchen a. A.) |         | Reichersberg (Gemeinde Seewalchen a. A.) |

## Geschichte
Der Weiler wurde im 18. Jahrhundert gegründet, heute bestehen noch zwei Gutshöfe aus dieser Zeit. Die meisten Bewohner waren hauptberufliche Landwirte, die Erzeugnisse wurden hauptsächlich in die damals bestehenden Molkerei in Vöcklamarkt geliefert. Im Jahr 1917 erfror am Ortseingang ein Schmied aus der Nachbarortschaft Siedling in einem Schneesturm; zum Andenken wurde dort ein Marterl errichtet.

## Wirtschaft
Nach wie vor bestehen im Ort zwei landwirtschaftliche Betriebe, einer davon mit angeschlossenem Lebensmittelgeschäft.

## Infrastruktur
Stein ist von Westen über einen Güterweg nach Genstetten und in weiterer Folge über die Landesstraße 1274 und von Osten über einen Güterweg nach Weiterschwang mit dem Auto erreichbar. Viele Pendler, die aus dem westlichen Teil der Gemeinde Gampern in den Osten nach Timelkam, Vöcklabruck etc. pendeln nehmen die Route durch Stein anstelle der Route über die ehemalige Bundesstraße 1, was zu einem Anstieg des Verkehrs in der Ortschaft geführt hat. Die Nachbarortschaften Siedling im Norden und Reichersberg im Südosten sind nach wie vor nur über Feldwege erreichbar.
Es führen einige Erholungs-Rad- und Reitwege sowie ein Wanderrundweg durch die Ortschaft.